# 叶史瓦大学
叶史瓦大学（英語：Yeshiva University）是一所位于美国纽约市的私立犹太教大学。1886年建校。本科课程是按照现代犹太教正统派的哲学开设的（摩西五经结合世俗教育）。

## 历史

### 建校
1886年在曼哈顿下东城建立了一座犹太儿童宗教学校式的小学，名字叫做。在这座学校建立之前在美国犹太人只有犹太会堂组织的补充学校。的意思是“生命之树”的意思，它来自《摩西五经》中的《箴言》，常被用来作为会堂或者学校的名称。它是美国的第一座全时的犹太塔木德学校（叶史瓦）。东欧来的犹太移民为它的建立做出了非常重要的贡献。它与许多1880年代在东欧出现的犹太学校是一个系列。但是纽约的学校也提供一些世俗教育，包括英语教育。一开始这些世俗教育有限，但是后来（尤其是因为纽约州的法律）发展为正式的课程。在犹太教育史上这是前所未有的。
但是这个学校小学毕业出来的学生在美国没有办法继续他们的犹太教育，一些则根着当地的拉比在他的宿舍里继续学习塔木德。1896年这个小组正式成为了继续深造的学业，他们的学业包括高校以及以上的课程。这个学校的名称是，它的名称是纪念当年逝世的一名著名东欧拉比。1897年这个学校的驻地被正式设立在纽约州，它的真实名称为艾萨克·埃尔哈南拉比神学院，今天它的缩写更加广为人知。1903年第一批拉比从该学院毕业。

### 艾萨克·埃尔哈南拉比神学院
一开始艾萨克·埃尔哈南拉比神学院是一个正宗的立陶宛犹太塔木德学校，而不是一个拉比神学院，它只注重传统的犹太教塔木德和犹太法律。但是许多学生想成为拉比，他们发现他们与犹太教神学院的学生竞争。当时的犹太教神学院虽然是正统派学校，但是它的教学内容不仅限于传统的塔木德，而是包括实际拉比工作等，这使得它们对于想当拉比的年轻人来说更有吸引力。在1900年代里艾萨克·埃尔哈南拉比神学院的学生也多次要求教授这些新内容。学院的董事会最后决定接受这些要求。因此至今为止叶史瓦大学有一个独特的双重地位：一方面它依然是传统性的塔木德学校，向学生教授完整的塔木德和犹太法课程，教授学生成为传统的犹太学者，另一方面它也是一个拉比学院，教授不同的实际拉比课程。从1906年至1915年这些变化逐渐地施行。在这段时间里许多著名的拉比也在这里授课。
1915年艾萨克·埃尔哈南拉比神学院与原来的小学合并，命名为美国拉比学院。由于法律原因合并后的学校的名称不久又被改为依然为艾萨克·埃尔哈南拉比神学院。在1920年代里初小了许多新的犹太小学，因此学院的小学部又被分出去了。

### 伯纳德·瑞维尔任校长
合并后的学院的首任校长是伯纳德·瑞维尔。瑞维尔当时很年轻——才30岁，但是已经是一名很著名的学者了。他少年时期就已经在立陶宛获得了拉比的学位了。在费城他在犹太学上获得了博士学位。他的夫人的家庭在俄克拉荷马的石油工业里做生意，他当仁不让校长后依然有一段时间部分时间在那里管理家族兴趣。后来他全职管理学院事物。

### 建立高校
1916年艾萨克·埃尔哈南拉比神学院建立了叶史瓦的第一座高校（也是美国的第一座犹太高校），塔木德学院。除上午教授塔木德和犹太教教义外它在下午传授完整的世俗课程。这后来成为所有犹太高中（甚至初中）的榜样，也是叶史瓦大学后来增设其它系的时候的做法。后来叶史瓦大学又设立了其它学院，包括在布鲁克林区设立了一个女子学院（第一所犹太女子高校）。1970年代里布鲁克林与曼哈顿的高校合并。女子学校后来迁到皇后區。

### 发展
在一次瑞维尔去俄克拉荷马期间米兹拉齐派在美国的首领代任校长。他将米兹拉齐派的男子和女子师范学校合并入叶史瓦大学。

### 斯特恩女子学院
女子师范学校后来成为斯特恩女子学院。

### 叶史瓦学院
1928年叶史瓦学院成立，这个学院提供一个高级塔木德学业以及一个世俗大学课程，其毕业证书为学士。约这个时候叶史瓦大学开始发展其将宗教和世俗知识结合到一起的哲学。学生在艾萨克·埃尔哈南拉比神学院获得拉比教育后可以继续进入学院学习，获得其拉比证书，然后少数学生还可以继续深造。这个时候这个学校被统称为叶史瓦学院和艾萨克·埃尔哈南拉比神学院。

### 扩张
1920年代后期叶史瓦大学离开了下东区，搬到它今天所在的上曼哈顿华盛顿高地。今天这里依然是叶史瓦大学的主校园，包括中心管理办公室、主图书馆、男子本科学校、男孩高校、拉比学院和其它部门。
这个时期开始的大萧条使得叶史瓦大学陷入众多经济困难。尤其是它迁到的新址的建筑费用更加高（直到1960年代里叶史瓦大学的校园没有再扩大过）。1936年叶史瓦大学设立了其第一所犹太学的硕士院。与此同时学校通过欧洲迁来的逃避大屠杀的移民建立了许多新的系，其中包括犹太学的和世俗的系。

### 拉比约瑟夫·索罗维切克博士
1940年瑞维尔逝世，此后拉比约瑟夫·索罗维切克成为艾萨克·埃尔哈南拉比神学院的首席教师达40多年，他培养了数千拉比，包括许多今天在美国现代犹太教正宗派中的领导人物。

### 拉比赛缪尔·贝尔金博士
1943年赛缪尔·贝尔金继瑞维尔为校长。贝尔金是一名在欧洲出生的学者，他在布朗大学毕业，是一名叶史瓦学院的希腊语教授。在贝尔金的领导下学校发展迅速。1945年它获得了大学的资格。此后许多新的学院和部门设立。1950年代里斯特恩女子学院成立，它既提供高等犹太学教育，也提供完整的本科教育。同时期阿尔伯特·爱因斯坦医学院在布朗克斯成立。此外还设立了一个教育与人文硕士院、一个科学硕士院、一个犹太音乐学校以及其它设施。贝尔金还致力于开设本杰明·卡多佐法学院，这个学院在他逝世后不久开放。

### 多样化
1970年，为了满足政府资助的法律规定要求，尽管许多人，包括索罗维切克的反对，叶史瓦大学正式成为一个世俗大学。艾萨克·埃尔哈南拉比神学院与高校之间的关系成为合作关系。但是在实际上以及也在文献中这两个机构之间的关系依然非常密切。此外本科学校虽然是世俗大学的一部分，但是依然要求其学生参加完整的犹太教育。因此所有本科学生都是犹太人，而且大部分是正宗派。即使在其更加世俗的硕士院叶史瓦大学也明显的是一个犹太学校。校园里遵守正宗犹太教教义，比如在安息日和犹太教假日不工作，只提供符合教規的食物。因此这些学院的学生虽然大多数不是正宗派或者不是犹太人，但是正宗派犹太人的比例相当高。此外学校里还提供许多与犹太教有关的课程。学校内不断有关于叶史瓦大学的教育和宗教哲学的争论，关于学校是否太世俗或者是否太原教旨主义的争论。学校的大多数机构试图在这两者之间寻找到一个折衷的方法。

### 拉比诺尔曼·拉姆
1975年贝尔金退休。1976年他逝世后拉比诺尔曼·拉姆当选为叶史瓦大学的校长，他是叶史瓦大学首位在美国出生的校长。他本人也是在叶史瓦大学毕业的。他当选时是曼哈顿犹太会堂的拉比以及叶史瓦大学的哲学教授。
拉姆当任时叶史瓦大学正面临着严重的经济危机。因此一些学校被关闭或者合并。通过扩大捐款叶史瓦大学得以巩固其经济基础。更多系开始。由于许多本科生在以色列上大学，因此叶史瓦大学与以色列达成协议承认在以色列的学业。艾萨克·埃尔哈南拉比神学院则在耶路撒冷开设了一个分院。许多拉比学生在那里待一年。叶史瓦大学的学生数不断增加，其学术声誉也不断提高。目前它有2000多名本科生，计划还打算再提高一千名。此外叶史瓦大学在犹太学、犹太教育和管理、社会工作、心理学、法律和医学等方面也是领先的。整个大学里有15个学院。此外大学还与纽约和纽约外的其它大学有合作。叶史瓦大学博物馆位于曼哈顿市中心，是犹太历史中心的组成部分之一。

### 理查德·朱尔
2002年拉姆退休，理查德·朱尔被选为叶史瓦大学第四任校长。朱尔在纽约大学法学院毕业，他不像他的前任那样，虽然他是正宗派犹太教教徒，但是他不是拉比，也不是犹太学者。校内有保守宗教人士反对他当选。后来朱尔为学校选择新的标志和格言的时候也受到反对。但是朱尔最后还是赢了。
朱尔也是艾萨克·埃尔哈南拉比神学院的首席执行官。
朱尔还发动了许多新的项目。

## 学院、分支和系

### 本科学校
男子和女子的本科学校是分开的。传统的自由艺术和科学课程与犹太学课程结合。
- 叶史瓦学院
- 斯特恩女子学院
- 西·西姆斯商业学校

专科男生可以选择四个不同的犹太学业。他们提供不同深度的塔木德研究。

### 硕士院和专业学校
- 阿兹瑞利犹太教育和管理硕士学校
- 本杰明·卡多佐法学院
- 伯纳德·瑞维尔犹太学硕士学校
- 费尔考夫心理学硕士学校
- 沃尔兹外勒社会工作学校

自2015年9月，艾尔伯特爱因斯坦医学院已经从大学剥离。

### 分支
- 艾萨克·埃尔哈南拉比神学院，一个拉比学校
- 菲利普和萨拉·贝尔兹犹太音乐学校
- 萨缪尔·王叶史瓦大学女子高校
- 叶史瓦大学男子高校

### 学术和文化资源
- 叶史瓦大学博物馆
- 叶史瓦大学出版社
- 犹太未来中心

### 学术中心和研究所
- 拉比亚瑟·施奈尔国际事务中心
- 叶史瓦大学道德中心
- 公共卫生科学研究所

### 在以色列
- 达尼尔·亚布拉罕以色列项目
- 耶路撒冷卡洛琳和约瑟夫·格鲁斯研究所

## 社群
在纽约叶史瓦大学有四个校园：
1. 位于布朗克斯东部的校园包括阿尔伯特·爱因斯坦医学院和费尔考夫心理学硕士学校以及学生宿舍、一座图书馆、一座医院和其它医学设施
2. 位于曼哈顿市中心的校园包括本杰明·卡多佐法学院、办公室、一座学生宿舍、犹太历史中心、叶史瓦大学博物馆以及其它设施
3. 位于曼哈顿中市的校园包括女子本科学校、斯特恩女子学院和西·西姆斯商业学校的市中心部分、学生宿舍和其它设施以及阿兹瑞利犹太教育和管理硕士学校的部分
4. 位于华盛顿高地的校园被看作是主校园；它包括男子本科学校、拉比学院、贝尔兹犹太音乐学校、男子高校、阿兹瑞利犹太教育和管理硕士学校、沃尔兹外勒社会工作学校、伯纳德·瑞维尔犹太学硕士学校以及其它系、办公室、图书馆、学生宿舍和设施

女子高校也位于纽约，它的校园在皇后区。
耶路撒冷的校园包括一个拉比学院的分支以及协调叶史瓦大学在以色列各地的本科学校工作的办公室。

### 学生组织
每个学校都有许多俱乐部和活动，一般受一个学生组织的监督。学校收集一个活动费来为活动捐款，但是款项的分配是由一个选举的委员会进行的。每个硕士院有一个学生议会，它们支持和组织各个学校的众多俱乐部和杂志。
在本科阶层上在两个校园里有不同的学生组织，这两个组织在共同活动上精密工作。
斯特恩学院和西·西姆斯学院的学生会代表了女子学校的学生会。此外还有一个塔木德活动学生会组织犹太人的活动。
学生会的成员是由全体学生选出来的。一般选举在春季进行，一年级和二年级的选举是在秋季。二年级选举在秋季主要是因为许多一年级学生在以色列上学。
校内有许多各种内容的报刊，即有世俗内容的也有宗教内容的。它们由不同的俱乐部和学生会出版。

### 学生宿舍
在每个校园里都有学生宿舍和食堂。
约90%的本科生在校园里生活。
近年来由于学校在校园周围设立了许多学校管理的房间，许多学生也在那里生活。

## 排名
该大学在美国和在全世界都享有很高的学术声誉。在《美国新闻与世界报道》的“2021年全美大学排名”中位列第97名。